# Грб Војводине
Грб Војводине је један од симбола Аутономне Покрајине Војводине. Према Статуту Војводине усвојеном у мају 2014. године, Војводина има два грба, званични и традиционални. Званични грб Војводине је усвојен на седници Скупштине АПВ, 2002. године, док је традиционални грб, базиран на историјском грбу из 1848. године, усвојен Статутом Војводине из 2014.

## Опис званичног грба
Званични грб Војводине је подељен на три дела, који симболизују три области Војводине (Срем, Банат и Бачку), а распоређени су тако да приказују географски однос и положај тих области. Сва три грба потичу из хабзбуршког периода и настали су у XVIII веку. Садашњи грб Војводине за своју основу има грб Српске Војводине из 1848. године, који се налазио на застави Земунске Народне Гарде. Данашњи грб је мало другачији од оног из 1848. године, у смислу да се на садашњем грбу не налазе српска четири оцила, грб Барање и угарска круна, који су стајали на том историјском грбу.
Три поља на садашњем грбу представљају три историјска региона Војводине:
- Бачка — на плавом пољу са зеленом травом стоји Свети Павле у плавој кошуљи и црвеној тоги и са златним ореолом. У десној руци држи сребрни мач са златном дршком уперен наниже, а у левој Библију. Овај грб је Бачкој доделио цар Леополд I (1657—1705) године 1699. Бачка је подељена између Краљевине СХС и Мађарске 1918. године и мађарски део ове регије је касније укључен у већу жупанију Бач-Кишкун, а овај грб је чинио основу за грб те жупаније.
- Банат — златан лав у ходу на црвеном пољу са златном сабљом у руци. Овај грб је Тамишкој жупанији доделила царица Марија Терезија године 1799. на основу грба главног града жупаније, Темишвара.
- Срем — три беле таласасте линије на плавој позадини, симболизују три сремске реке: Дунав, Босут и Саву. Између друге и треће линије је зелено поље на којем се налази дрво, чемпрес (према најстаријем облику грба, али је касније мењано или у храст или у тополу). Поред дрвета лежи смеђи јелен са златном огрлицом. Овај грб је царица Марија Терезија године 1747. доделила Срему. Данас Вуковарско-Сремска жупанија у Хрватској користи сличан грб.

## Опис традиционалног грба
Опис изгледа традиционалног грба АП Војводине гласи: „Грб АП Војводине јесте традиционални грб из 1848. године са црвеним штитом на коме је сребрни крст између четири златна оцила, бридовима (ивицама) окренутим ка стубу крста. Штит је опасан отвореним венцем састављеним од, с леве стране жирове, а с десне стране маслинове гранчице природних боја које су доле везане плавом пантљиком. Штит лежи на војводској порфири (плашту) са три набора, висећој испод затворене војводске круне, на два дела раздељене, која покрива средњи набор порфире”.

## Историјски грбови Српске Војводине из 1848. године
Током револуције из 1848-1849. године, појавило се неколико верзија грба Српске Војводине.

### Са заставе Земунске Народне Гарде
На централном пољу овог грба налазио се традиционални српски грб; бели крст на црвеном пољу са четири оцила. Мањи грбови историјских области, распоређени око централног грба, су били: горе лево грб Срема (јелен и јаблан), горе десно грб Баната (пропињући лав са сабљом), доле лево грб Бачке (свети Павле) и доле десно грб Барање (јагањац Божји). На врху грба се налазила круна светог Стефана, симбол хабзбуршке Краљевине Угарске. 

### Из Службеног билтена Српског Војводства
У Службеном билтену Српског Војводства од 06. 07. 1848 (по старом календару) се види историјски грб Српске Војводине. У централном делу грба се налази штит са крстом и четири оцила, уоквирен ловором, као и тадашњи грб Кнежевине Србије. Штит се налази на војводском плашту, док се на врху грба налази војводска круна.

### Са заставе српског војводе
На застави српског војводе, која се чува у музеју града Панчева, налази се још једна верзија грба Српске Војводине. У средишту овог грба се налази штит са крстом и оцилима, постављен на плашту са круном, док се сам плашт налази на грудима црног двоглавог орла.

### Са српских асигната
На српским асигнатима из 1848-1849. године налази се још једна варијанта грба Српске Војводине. У средишту овог грба се налази штит са крстом и оцилима, постављен на грудима црног двоглавог орла.
- Грб Српске Војводине из 1848. године, са четири оцила, који се налазио на застави Земунске Народне Гарде
- Грб великог војводе из 1848. године
- Грб Српског Војводства на Службеном билтену из 1848.
- Четири оцила на грбу Српске Војводине из 1848. године